# Estadio La Normal
El Estadio La Normal es un recinto deportivo usado para el béisbol construido en la República Dominicana, cuyo papel fue fundamental en los primeros años del Liga de Béisbol Profesional de la República Dominicana pues fue utilizado entre los años 1951 y 1954. Siendo este uno de los principales escenarios de juego para los equipos de Santo Domingo.
Fue abierto al público durante la dictadura del general Rafael Leonidas Trujillo en 1946 y tiene una capacidad para 4.500 espectadores.

## Historia
El estadio fue inaugurado en 1946, En el año 1948 el equipo de Grandes Ligas de Béisbol Los Angeles Dodgers (en ese entonces Dodgers de Brooklyn) llega al estadio, teniendo en el terreno estrellas como Jackie Robinson, Pee Wee Resee, Roy Campanella y Duke Snider.
En el año 1949, el campeón mundial de boxeo Joe Louis, realiza una pelea de exhibición de cuatro asaltos contra Al Kinser.
En el año 1951 el Estadio La Normal se convierte en el estadio oficial del béisbol profesional hasta 1955, cuando se construyó el Estadio Quisqueya Juan Marichal.
El 14 de septiembre del año 1952, se realizó la primera transmisión de un partido de béisbol profesional dominicano por televisión, y se hizo precisamente desde el Estadio La Normal.
El 29 de mayo del año 1954, el lanzador Guayubin Olivo lanzó el primer juego sin hit ni carreras en la historia del béisbol profesional dominicano, en el triunfo del Tigres del Licey 3-0 sobre los Leones del Escogido.
El 31 de julio del año 1954, se registra el primer Tripleplay  en un partido celebrado entre Estrellas Orientales y Tigres del Licey.
El estadio ha sido remodelado en varias oportunidades, desde su inauguración el estadio recibió su mayor remodelación en el año 1984 mediante trabajos ordenados por el entonces Ministro de Deportes, Luis Schecker Ortiz durante el gobierno del presidente Salvador Jorge Blanco.
La más reciente remodelación se realizó el año 2012, bajo el mandato del Ministro de Deportes y Recreación Jaime David Fernández Mirabal y el gobierno del presidente Danilo Medina, donde se realizaron trabajos de plomería y electricidad en todas las áreas en la cual la entidad deportiva labora en coordinación con la Federación Dominicana de Béisbol, la cual estableció este estadio como sede el 31 de octubre de 2017.
Sin embargo, ya para el año 2018 era evidente nuevamente el nivel de abandono de este Estadio, necesitando nuevamente ser intervenido. Siendo esto incluso solicitado por importantes personalidades del béisbol como Osvaldo Virgil.
La Cámara de Diputados de la República Dominicana aprobó en el año 2018, iniciativa del legislador Franklin Romero, en primera lectura el cambio de nombre en homenaje al primer jugador dominicano en llegar a las Grandes Ligas de Béisbol Osvaldo Virgil. Esta iniciativa designó el estadio con el nombre de “Centro Deportivo y Cultural Osvaldo Virgil". Además, bajo dicha iniciativa se declaró también el 23 de septiembre “El Día del Pelotero Profesional de la República Dominicana”.